# كهوف نانومانجا
كهوف نانومانجا هو كهف تحت الماء قبالة الشاطئ الشمالي لنانومانجا، توفالو في غرب بولنيزيا. تم اكتشافه من قبل اثنين من الغواصين في عام 1986.

## وصلات خارجية
- History of the Tuvalu islands
- ذي إيج (أستراليا)، الاثنين 13 أبريل 1987